# Finnfellow
Die Finnfellow ist eine RoPax-Fähre, die von der finnischen Reederei Finnlines auf der Route Swinemünde – Malmö eingesetzt wird.

## Geschichte

### Stena Britannica(2000–2003)
Das Schiff wurde als Stena Britannica unter der Baunummer 80 auf der Werft Astilleros Españoles Puerto Real in Cadiz gebaut. Die Kiellegung fand am 3. März, der Stapellauf am 21. Dezember 1999 statt. Abgeliefert wurde das Schiff am 25. August 2000. Das Schiff kam unter britischer Flagge mit Heimathafen London in Fahrt. Die Taufe fand am 2. Oktober 2000 statt. Es wurde am 3. Oktober 2000 auf der Route Hoek van Holland – Harwich in Dienst gestellt, Heimathafen wurde Harwich. Am 25. Februar 2003 wurde das Schiff von der Route abgezogen und am selben Tag von der Stena Britannica II ersetzt.

### Finnfellow(seit 2003)
Am 3. März 2003 wurde das Schiff in Finnfellow umbenannt und für Finnlines registriert. Es fuhr fortan unter schwedischer Flagge mit Heimathafen Stockholm. Ab dem 2. April des Jahres fuhr das Schiff zwischen Travemünde und Helsinki. Ab dem 1. Juni 2004 wurde es zwischen Kapellskär und Naantali eingesetzt. Am 2. Juni 2004 ging das Schiff an Nordö-Link über. Ab dem 25. Dezember 2004 wurde das Schiff in Landskrona umgebaut und ab dem 1. Februar 2005 wieder zwischen Kapellskär und Naantali eingesetzt.
Am 14. November 2007 wurde das Schiff an Finnlines ABP verkauft. Zum 17. Dezember 2012 wurde es unter finnische Flagge gebracht, Heimathafen wurde Helsinki. Im Oktober 2014 wurde das Schiff in Mariehamn registriert.
Ende Januar 2022 wurde das Schiff wieder nach Schweden umgeflaggt, Heimathafen wurde Malmö. Es verkehrte ab Anfang Februar zwischen Malmö und Travemünde. Seit April verkehrt die Finnfellow zwischen Malmö und Swinemünde.

## Zwischenfälle
Am 11. Oktober 2000 kollidierte das Schiff mit einer Rampe in Hoek van Holland, das Schiff konnte bereits am 12. Oktober den Betrieb wieder aufnehmen.
Am 5. Februar 2005 fiel das Ruder aus und wurde bis 10. Februar 2005 in Kapellskär repariert. Am 29. August 2009 brach südlich der Åland-Inseln ein Feuer an Bord des Schiffes aus. Am 4. März 2010 kollidierte das Schiff mit der Viking-Line-Fähre Amorella.
Am 13. Juni 2013 brach an Bord ein Feuer aus.

## Schwesterschiffe
Das Schiff gehört zur Seapacer-Klasse. Schwesterschiffe sind die Ciudad de Sóller, die Vizzavona und die Stena Germanica.